# Ciprian Tătăruşanu
Anton Ciprian Tătărușanu (phát âm tiếng Romania: [anˈton t͡ʃipriˈan tətəruˈʃanu]; sinh ngày 9 tháng 2 năm 1986) là một cầu thủ bóng đá chuyên nghiệp người Romania hiện đang chơi ở vị trí thủ môn cho câu lạc bộ Milan tại Serie A.
Anh bắt đầu sự nghiệp chuyên nghiệp của mình ở Romania với Juventus București, sau đó đá cho cho Gloria Bistrița và FC Steaua București trong nước. Tătărușanu đã có hơn 180 lần ra sân trên mọi đấu trường cho Steaua Bucuresti, và vào mùa hè năm 2014, anh gia nhập Fiorentina theo dạng chuyển nhượng tự do. Sau ba mùa giải thi đấu cho Viola, anh chuyển đến Pháp với các đội bóng là Nantes và Lyon. Tătărușanu ra sân ít cho Lyon trong mùa giải duy nhất của anh ở câu lạc bộ này, và vào năm 2020, anh trở lại Ý thi đấu cho Milan.
Tătărușanu ra mắt Đội tuyển Romania năm 2009 và thi đấu cho đội đến năm 2020, có 73 lần khoác áo đội tuyển. Anh là thành viên của đội tuyển tham dự UEFA Euro 2016.

## Câu lạc bộ

### Ban đầu
Sinh ra ở Bucharest, Tătărușanu bắt đầu sự nghiệp bóng đá của mình với đội địa phương Juventus București. Sau đó anh tham gia Gloria Bistriţa, ra mắt giải hạng nhất trong chiến thắng 1-0 sân khách trước Unirea Urziceni vào ngày 23 Tháng Năm 2007.

### Steaua București

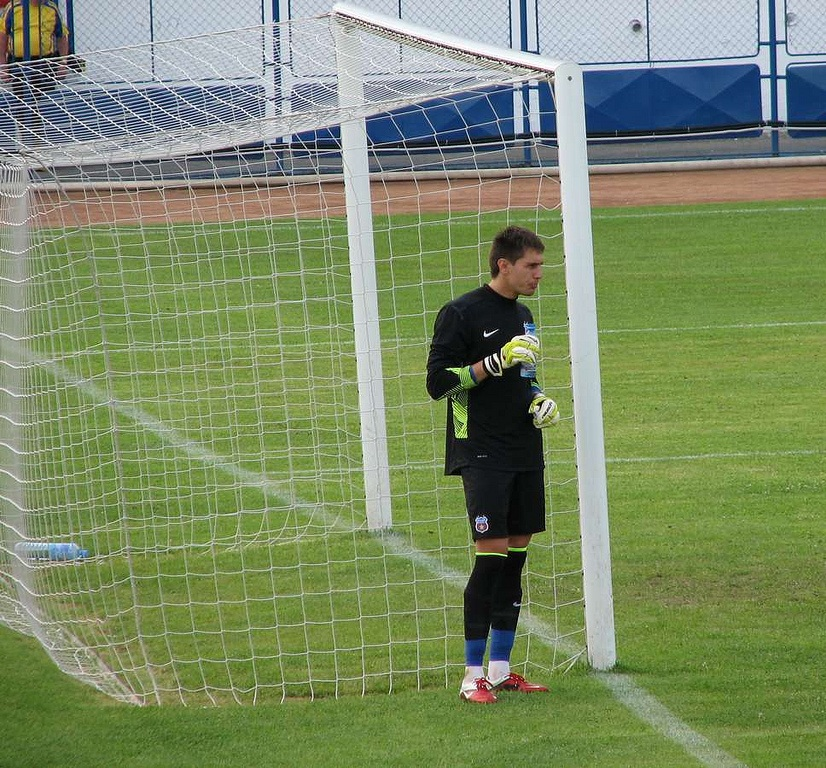
Tătărușanu với Steaua București năm 2011

Trong tháng 5 năm 2008, có thông báo rằng cầu thủ 22 tuổi Tătăruşanu được chuyển đến FC Steaua Bucureşti với một khoản phí là € 1,5 triệu USD. Anh ấy đã trải qua mùa giải tiếp theo dưới dạng cho mượn tại Gloria Bistrița, vì Roș-albaștrii đã có một thủ môn được lựa chọn số một là Róbinson Zapata.
Tătărușanu có trận ra mắt giải châu Âu vào ngày 16 tháng 7 năm 2009, trong chiến thắng 2–0 tại UEFA Europa League trước đội bóng Hungary Újpest. Vào ngày 2 tháng 8, anh chơi trận đầu tiên ở Liga I cho Steaua trong chiến thắng 2–0 trước Ceahlăul Piatra Neamț. Vào ngày 19 tháng 8 năm 2010, anh ấy đã giúp đội bóng của mình tiến xa hơn đến vòng bảng Europa League sau khi thực hiện hai pha cứu thua ở loạt sút luân lưu trước câu lạc bộ Thụy Sĩ Grasshopper.
Vào tháng 6 năm 2011, có thông tin rằng Napoli đã đưa ra lời đề nghị trị giá 3 triệu euro cho việc chuyển nhượng Tătărușanu, nhưng lời đề nghị đó đã bị từ chối. Trong thời gian ở đội bóng thủ đô, anh đã tích lũy được tổng cộng 187 trận thi đấu và giành được bốn danh hiệu trong nước.

### Fiorentina
Tătărușanu từ chối gia hạn hợp đồng với Steaua București và rời câu lạc bộ theo phán quyết của Bosman, sau đó ký hợp đồng 5 năm với đội bóng Ý Fiorentina vào ngày 9 tháng 6 năm 2014. Anh có trận ra mắt Viola vào ngày 18 tháng 9, trong chiến thắng 3–0 ở vòng bảng UEFA Europa League trước đội bóng của Pháp Guingamp. Anh đã có bảy lần ra sân trong giải đấu, bao gồm trận hòa 1-1 ở vòng 32 trước Tottenham Hotspur. Vào ngày 6 tháng 1 năm 2015, anh chơi trận đầu tiên ở Serie A, thua Parma 0-1. Tătărușanu sau đó được chọn đá chính trong 8 trận liên tiếp, cho đến trận hòa 1-1 với Torino. Anh xuất hiện lần cuối cùng trong mùa giải 2014–15 trong trận đấu cuối cùng của giải đấu, chiến thắng 3–0 trước Chievo.
Sau khi Neto rời Juventus vào tháng 7 năm 2015, Tătărușanu đã trở thành lựa chọn số một không thể tranh cãi của Fiorentina, với màn trình diễn xuất sắc của anh đã giúp anh giành được giải thưởng Cầu thủ xuất sắc nhất năm 2015 của Gazeta Sporturilor.

### Nantes
Vào cuối tháng 7 năm 2017, Tătărușanu đã được chuyển nhượng bởi câu lạc bộ Pháp FC Nantes với một mức phí không được tiết lộ. Anh ấy đã có trận ra mắt thi đấu vào ngày 12 tháng 8 trong trận thua 0-1 trước Marseille, được mệnh danh là cầu thủ xuất sắc nhất trận đấu vì màn trình diễn của anh ấy. Vào ngày 20 tháng 12 năm 2017, anh đứng thứ hai sau Constantin Budescu trong giải thưởng Cầu thủ xuất sắc nhất năm 2017 của Romania.
Tătărușanu đã có 37 lần ra sân trong chiến dịch đầu tiên của mình với "Những chú chim hoàng yến", tất cả đều ở Ligue 1, và giữ sạch lưới 12 trận. Đầu tháng 4 năm 2019, anh cản phá liên tiếp 2 quả phạt đền; trận đầu tiên trong trận thua 0–3 Coupe de France trước Paris Saint-Germain, và trận thứ hai trong trận thua 0–1 trước Toulouse.

### Lyon
Vào ngày 13 tháng 6 năm 2019, Tătărușanu gia nhập Olympique Lyonnais với tư cách là một cầu thủ tự do. Một lựa chọn dự phòng cho Anthony Lopes bắt chính thường xuyên, anh ấy ghi trận ra mắt vào ngày 18 tháng 12 năm đó, trong trận thắng Coupe de la Ligue 4–1 trước Toulouse, và chỉ chơi sáu trận trong thời gian ở đội bóng.

### Milan
Vào ngày 12 tháng 9 năm 2020, AC Milan thông báo việc ký hợp đồng với Tătărușanu có thời hạn 3 năm. Trước đó một ngày, đội bóng cũ Lyon tiết lộ mức phí chuyển nhượng cầu thủ 34 tuổi là 500.000 euro. Là lựa chọn dự phòng cho người đá chính thường xuyên Gianluigi Donnarumma, anh ghi trận ra mắt vào ngày 26 tháng 10 năm đó, trong trận hòa 3–3 ở Serie A trước Roma.

## Đội tuyển quốc gia

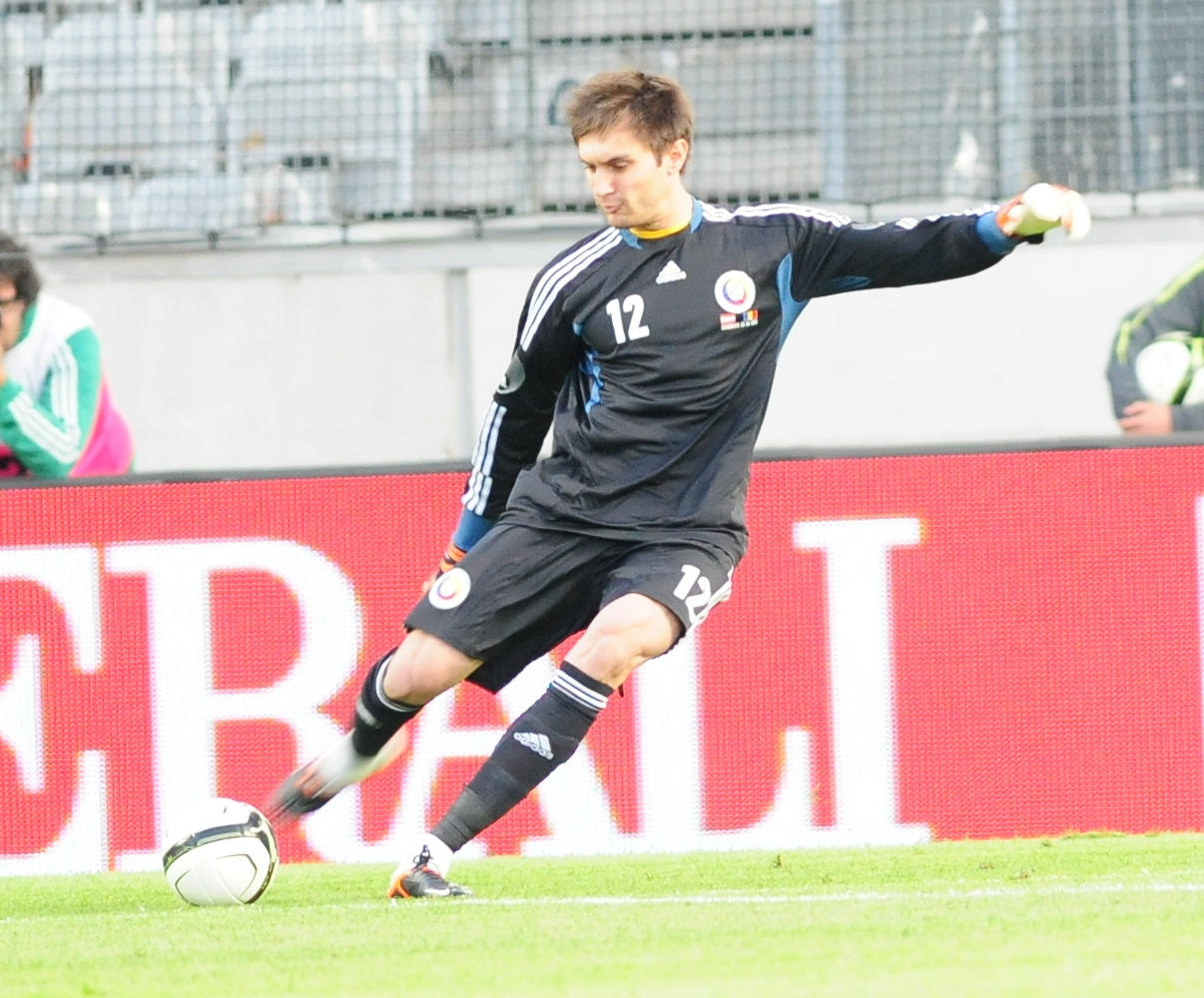
Tătărușanu thực hiện một quả phát bóng lên cho Romania vào tháng 6 năm 2012

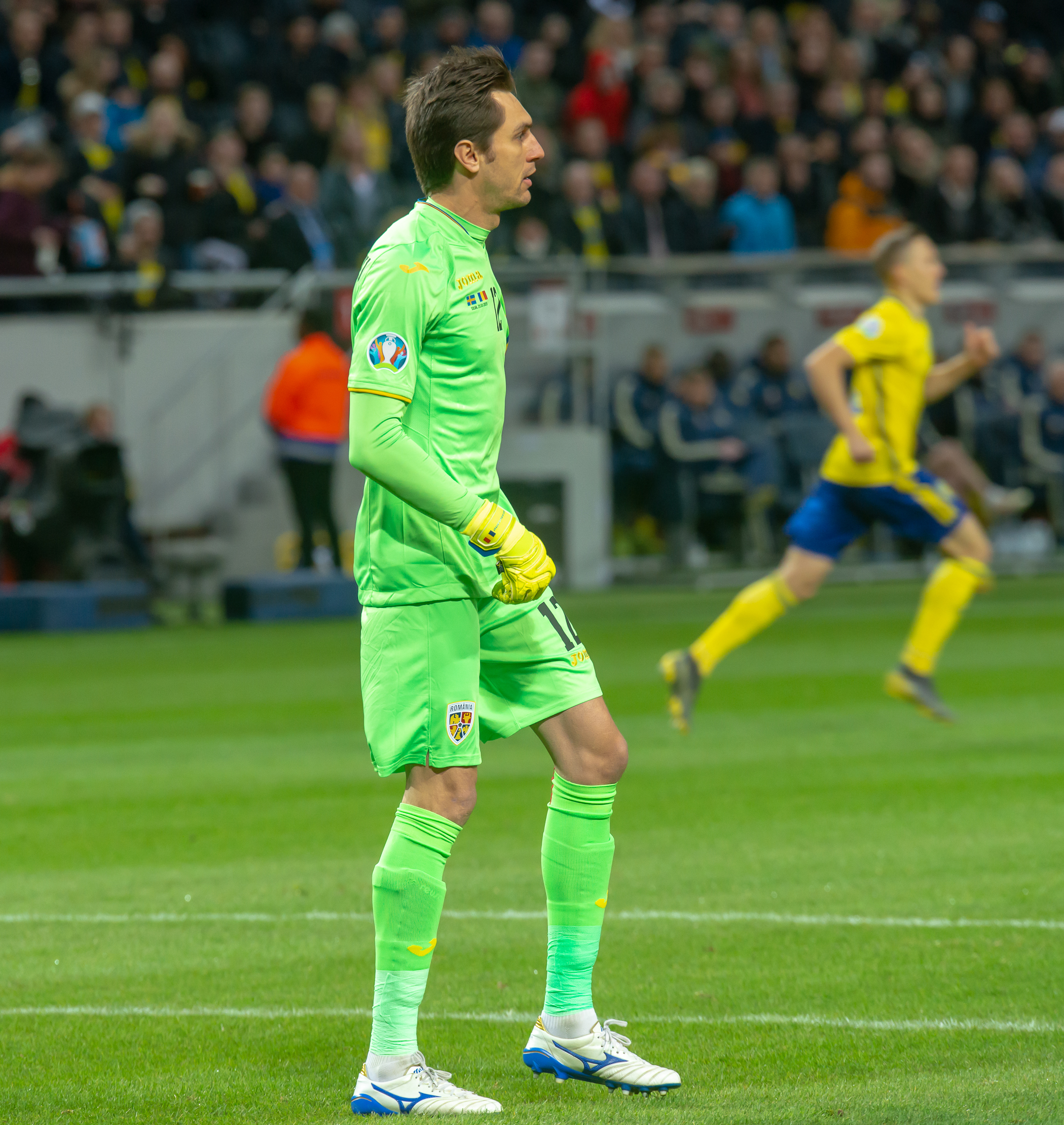
Tătărușanu playing for Romania against Sweden in March 2019

Vào tháng 8 năm 2009, Tătărușanu được huấn luyện viên Răzvan Lucescu chọn vào đội tuyển Romania trong trận đấu với Hungary. Trận ra mắt quốc tế đầy đủ của anh ấy là trận hòa 1-1 trước Ý, vào ngày 17 tháng 11 năm 2010. Anh ấy là người giành huy chương đồng Giải bóng đá quốc tế Síp 2011 
Tătărușanu đã được chọn vào đội hình 28 người sơ bộ của UEFA Euro 2016 và cuối cùng đã lọt vào danh sách cuối cùng. Anh đã chơi trong cả ba trận đấu cuối cùng của vòng bảng, bao gồm cả trận khai mạc với chủ nhà Pháp.

## Thống kê

### Câu lạc bộ
Tính đến match played ngày 29 tháng 10 năm 2020
| Club               | Season         | League        | League | League | Cup  | Cup   | League Cup | League Cup | Europe | Europe | Other | Other | Total | Total |
| Club               | Season         | Division      | Apps   | Goals  | Apps | Goals | Apps       | Goals      | Apps   | Goals  | Apps  | Goals | Apps  | Goals |
| ------------------ | -------------- | ------------- | ------ | ------ | ---- | ----- | ---------- | ---------- | ------ | ------ | ----- | ----- | ----- | ----- |
| Juventus București | 2003–04        | Liga II       | 1      | 0      | 0    | 0     | —          | —          | —      | —      | —     | —     | 1     | 0     |
| Juventus București | 2004–05        | Liga II       | 8      | 0      | 0    | 0     | —          | —          | —      | —      | —     | —     | 8     | 0     |
| Juventus București | 2005–06        | Liga II       | 20     | 0      | 0    | 0     | —          | —          | —      | —      | —     | —     | 20    | 0     |
| Juventus București | 2006–07        | Liga II       | 0      | 0      | 1    | 0     | —          | —          | —      | —      | —     | —     | 1     | 0     |
| Juventus București | Total          | Total         | 29     | 0      | 1    | 0     | —          | —          | —      | —      | —     | —     | 30    | 0     |
| Gloria Bistrița    | 2006–07        | Liga I        | 1      | 0      | 0    | 0     | —          | —          | —      | —      | —     | —     | 1     | 0     |
| Gloria Bistrița    | 2007–08        | Liga I        | 25     | 0      | 0    | 0     | —          | —          | 3      | 0      | —     | —     | 28    | 0     |
| Gloria Bistrița    | 2008–09 (loan) | Liga II       | 19     | 0      | 1    | 0     | —          | —          | —      | —      | —     | —     | 20    | 0     |
| Gloria Bistrița    | Total          | Total         | 45     | 0      | 1    | 0     | —          | —          | 3      | 0      | —     | —     | 49    | 0     |
| Steaua București   | 2009–10        | Liga I        | 15     | 0      | 1    | 0     | —          | —          | 4      | 0      | —     | —     | 20    | 0     |
| Steaua București   | 2010–11        | Liga I        | 34     | 0      | 5    | 0     | —          | —          | 8      | 0      | —     | —     | 47    | 0     |
| Steaua București   | 2011–12        | Liga I        | 28     | 0      | 0    | 0     | —          | —          | 7      | 0      | 1     | 0     | 36    | 0     |
| Steaua București   | 2012–13        | Liga I        | 27     | 0      | 0    | 0     | —          | —          | 12     | 0      | —     | —     | 39    | 0     |
| Steaua București   | 2013–14        | Liga I        | 29     | 0      | 3    | 0     | —          | —          | 12     | 0      | 1     | 0     | 45    | 0     |
| Steaua București   | Total          |               | 133    | 0      | 9    | 0     | —          | —          | 43     | 0      | 2     | 0     | 187   | 0     |
| Fiorentina         | 2014–15        | Serie A       | 9      | 0      | 2    | 0     | —          | —          | 7      | 0      | —     | —     | 18    | 0     |
| Fiorentina         | 2015–16        | Serie A       | 37     | 0      | 0    | 0     | —          | —          | 2      | 0      | —     | —     | 39    | 0     |
| Fiorentina         | 2016–17        | Serie A       | 35     | 0      | 2    | 0     | —          | —          | 7      | 0      | —     | —     | 44    | 0     |
| Fiorentina         | Total          | Total         | 81     | 0      | 4    | 0     | —          | —          | 16     | 0      | —     | —     | 101   | 0     |
| Nantes             | 2017–18        | Ligue 1       | 37     | 0      | 0    | 0     | 0          | 0          | —      | —      | —     | —     | 37    | 0     |
| Nantes             | 2018–19        | Ligue 1       | 27     | 0      | 2    | 0     | 1          | 0          | —      | —      | —     | —     | 30    | 0     |
| Nantes             | Total          | Total         | 64     | 0      | 2    | 0     | 1          | 0          | —      | —      | —     | —     | 67    | 0     |
| Lyon               | 2019–20        | Ligue 1       | 2      | 0      | 1    | 0     | 3          | 0          | 0      | 0      | —     | —     | 6     | 0     |
| Milan              | 2020–21        | Serie A       | 1      | 0      | 0    | 0     | —          | —          | 1      | 0      | —     | —     | 2     | 0     |
| Career totals      | Career totals  | Career totals | 355    | 0      | 18   | 0     | 5          | 0          | 63     | 0      | 2     | 0     | 442   | 0     |

### Đội tuyển quốc gia
Tính đến ngày 17 tháng 10 năm 2020
| National team | Năm   | Apps | Goals |
| ------------- | ----- | ---- | ----- |
| Romania       |       |      |       |
| 2010          | 1     | 0    |       |
| 2011          | 8     | 0    |       |
| 2012          | 6     | 0    |       |
| 2013          | 6     | 0    |       |
| 2014          | 6     | 0    |       |
| 2015          | 6     | 0    |       |
| 2016          | 9     | 0    |       |
| 2017          | 6     | 0    |       |
| 2018          | 9     | 0    |       |
| 2019          | 10    | 0    |       |
| 2020          | 5     | 0    |       |
| Total         | Total | 72   | 0     |

## Thành tích
Steaua București
- Liga I: 2012–13, 2013–14
- Cupa României: 2010–11
- Supercupa României: 2013

AC Milan
- Serie A: 2021–22